# Museu do Cristal de Blumenau

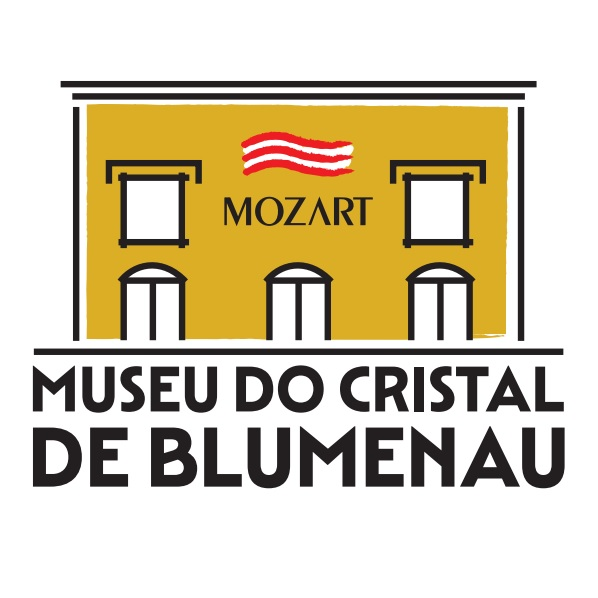
Logo do Museu do Cristal de Blumenau

Museu do Cristal de Blumenau foi fundado em 2022 por Gabriel Mozart, fundador da Mozart Crystal no bairro do Salto Weissbach na rua Bahia 4253 em Blumenau - Santa Catarina. 

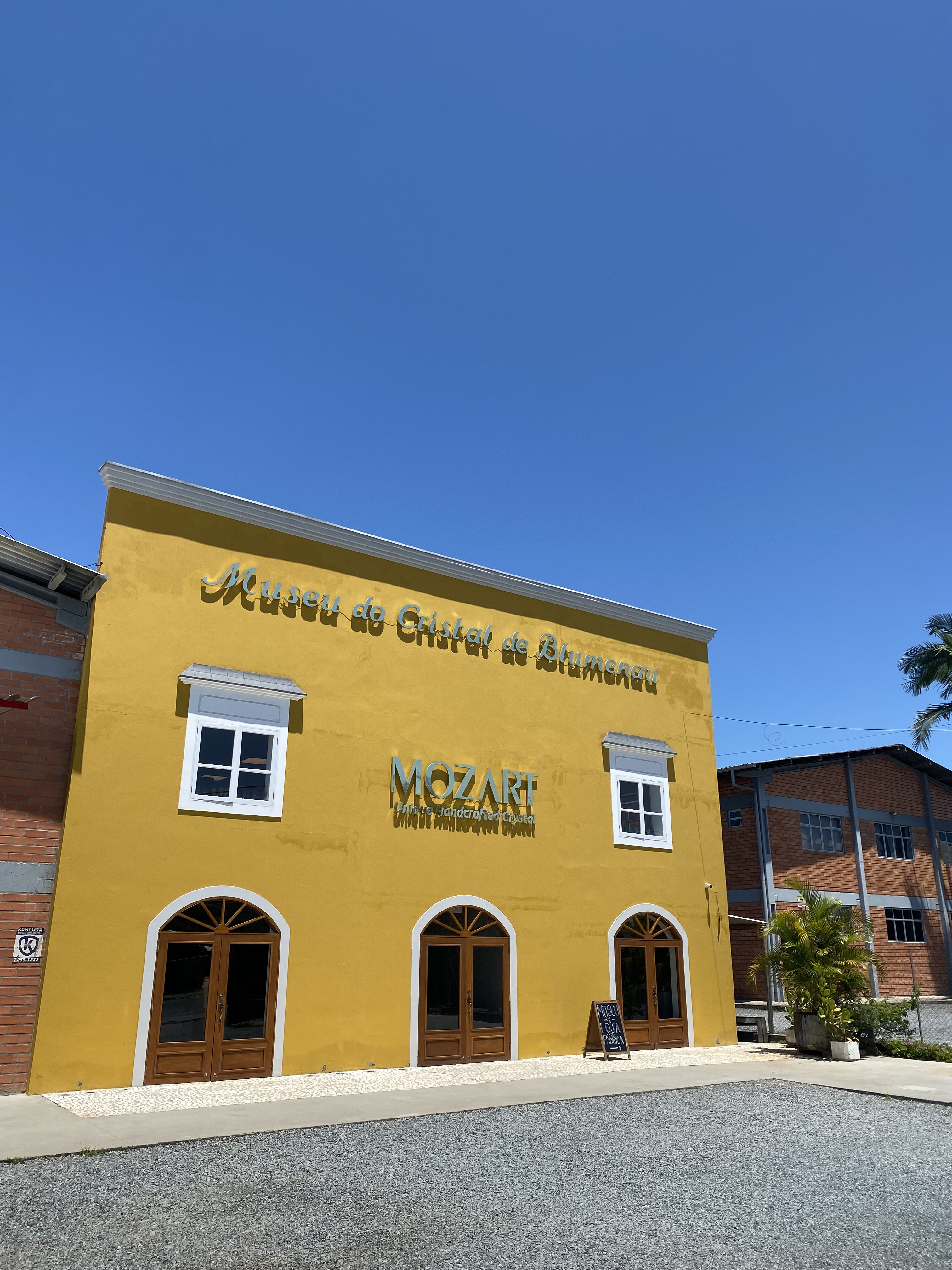
Fachada do Museu do Cristal de Blumenau

O objetivo dele é contar e resgatar a história das 4 fábricas de cristal da cidade: Cristal Hering, Cristal Blumenau, Cristallerie Strauss e Mozart Crystal. Com fachada que homenageia a casa em que nasceu Mozart em Salzburg na Áustria, o prédio se destaca na rua Bahia, em um distrito industrial da cidade.

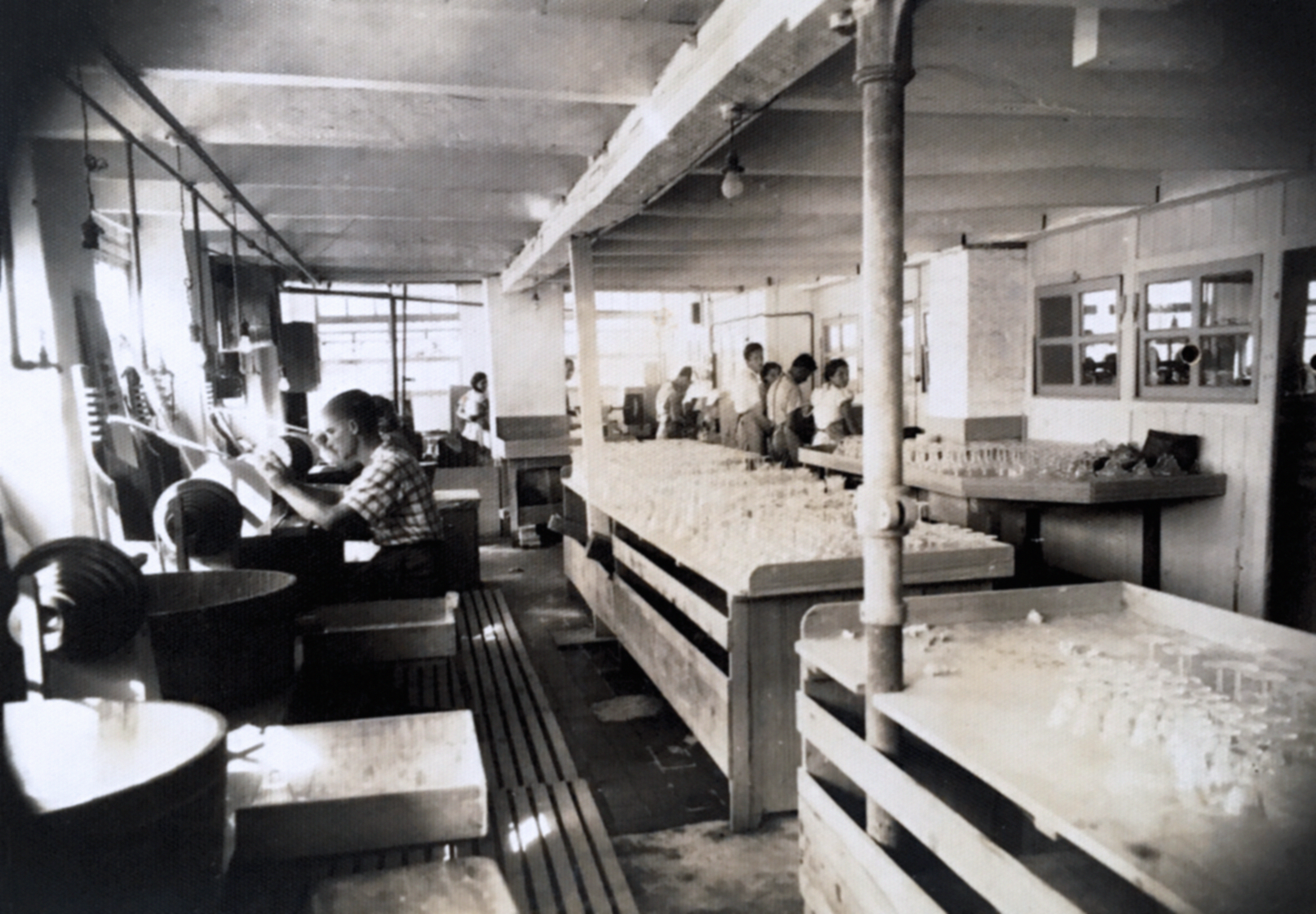
Lapidação da Cristais Hering da década de 1950.

O museu tem a missão de explicar todo o processo de fabricação do cristal, desde a concepção até a mesa posta, contando os processos, as características e a evolução do produto ao longo do tempo.
O acervo do Museu conta com peças de Blumenau e de todo mundo e está em constante expansão para dar ao público uma visão ampla e universal da história do Cristal.

História do Cristal em Blumenau
A História do Cristal em Blumenau começou em 1952 com a vinda do imigrante alemão Karl Strauss que casou com Ruth Hering, uma herdeira da família Hering, e criaram a Cristais Hering. No começo eles importavam Cristais da Alemanha para lapidar. Posteriormente, em 1955, Juscelino Kubitschek proibiu a importação do material, fazendo com que Karl Strauss voltasse para alemanha para trazer cristaleiros que pudessem montar o primeiro forno de cristal em Blumenau.

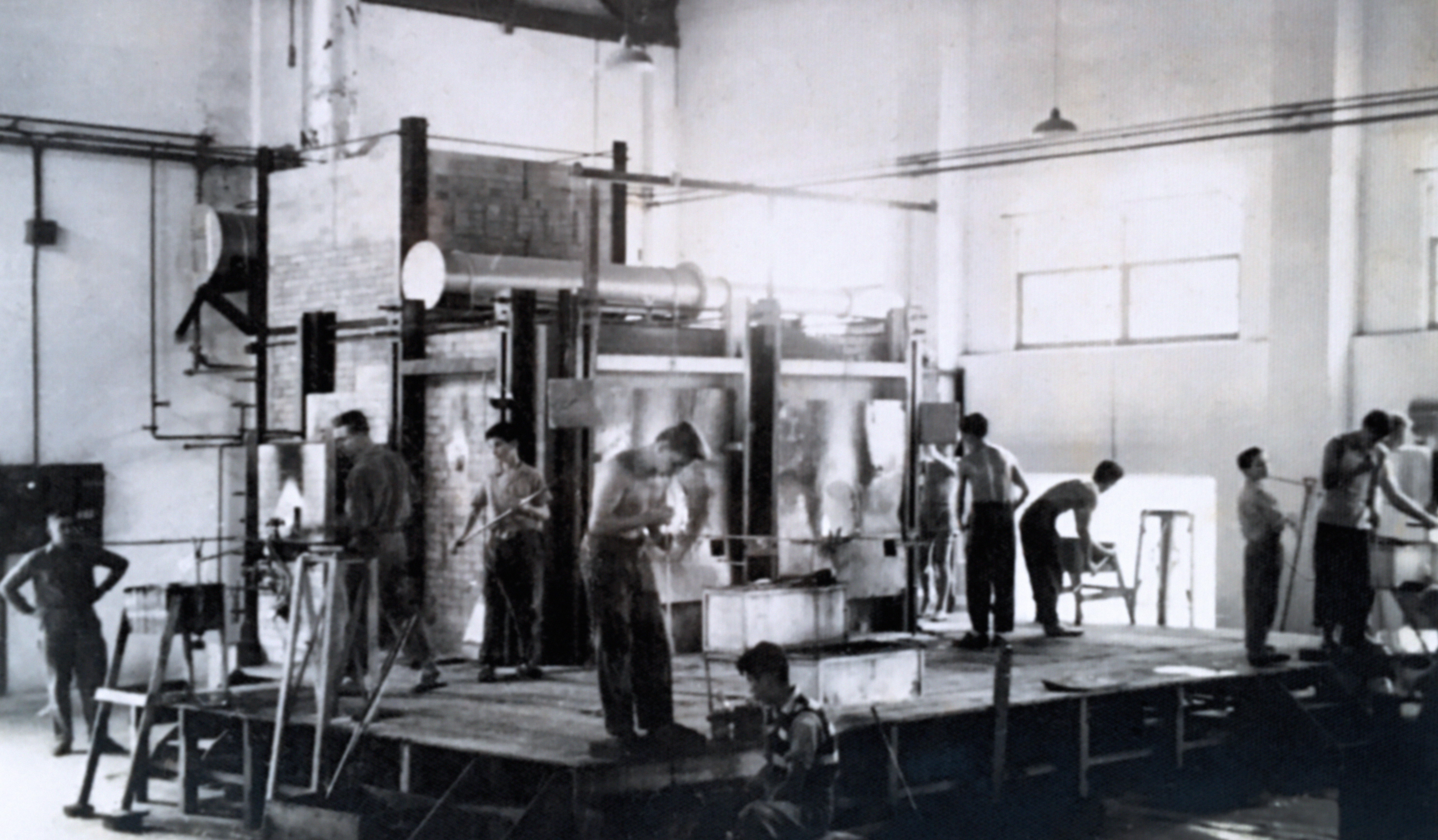
Primeiro dia de sopro do Cristal em Blumenau

Assim, em 1956, foi feito o primeiro sopro de peças de Cristal na cidade. Desde o começo a produção se notabilizou pela feitura de Cristal artesanal, soprado e trabalhado manualmente.

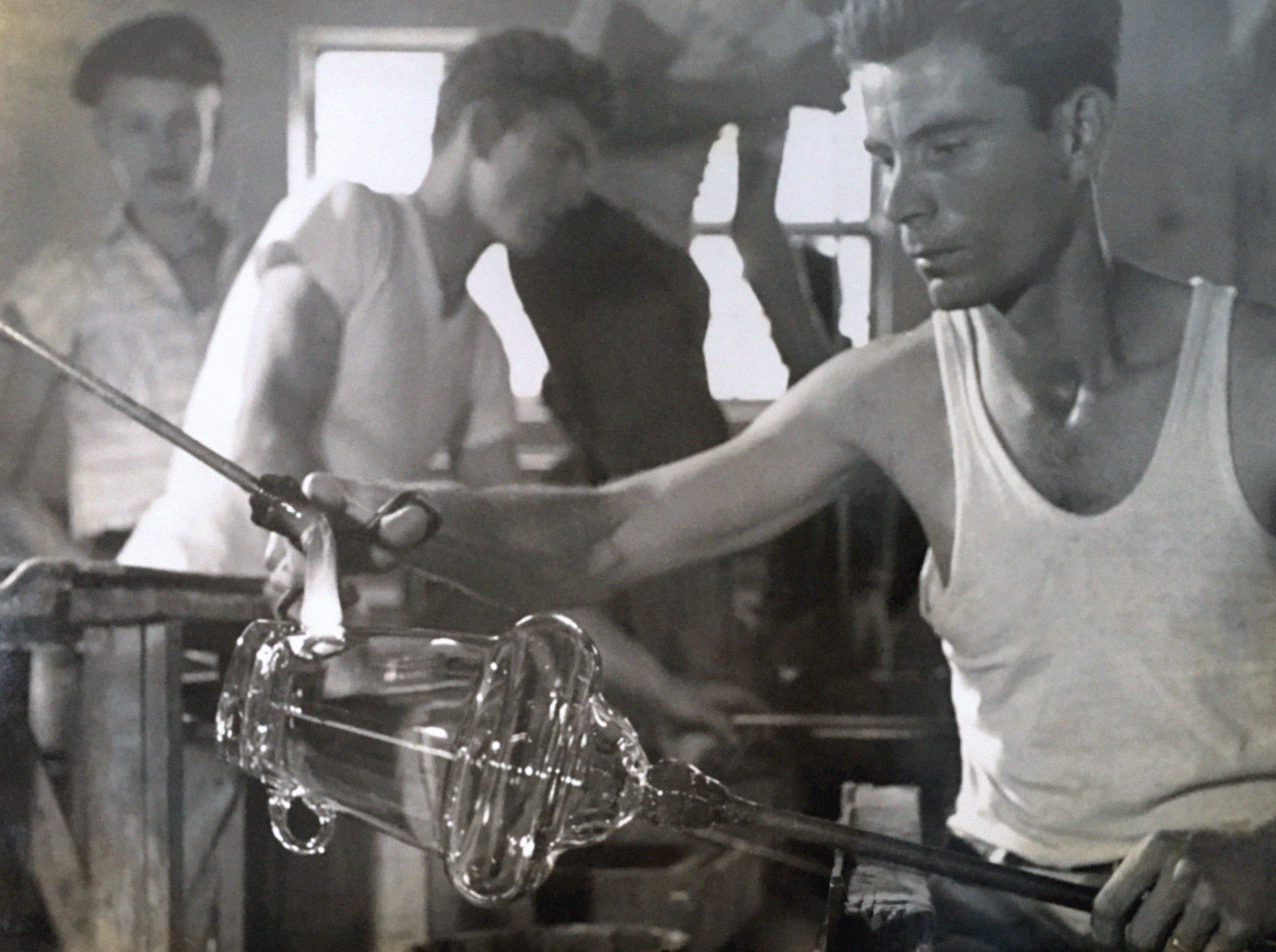
Cristaleiro Artesanal na Cristais Hering em Blumenau

Na década de 1960 foi criada a Cristaleria Estrela D´alva que posteriormente iria se chamar Cristal Blumenau. Esta viria a encerrar as atividades em 2017.
Karl Strauss teve um filho chamado Frederico Strauss, eles trabalharam juntos na Cristais Hering e posteriormente, de lá sairam para fundar em 1983 a Cristallerie Strauss. Esta encerrou as atividades em 2016, já a Cristais Hering encerrou as atividades em 2008. 
Com o fim das atividades de todas fábricas de cristal na cidade, um grupo de investidores criou em 2018 a Mozart Crystal e contratou Frederico Strauss para ser o responsável técnico pela nova empresa. Esta mesma empresa fundou o Museu do Cristal de Blumenau para contar a  história do cristal na cidade.
Hoje um pequeno grupo de fábricas mantém o processo de cristal artesanal puro (lead crystal) no mundo, colocando Blumenau no pequeno grupo de países que têm a capacidade de produzir este material tão nobre e especial. O processo artesanal é necessário para elevar a qualidade do produto. Só através do processo artesanal é possível fazer uma peça sem detalhes na haste (rebarbas) e na boca da peça (boca no processo artesanal chega a ser polida 5 vezes).

História do Cristal

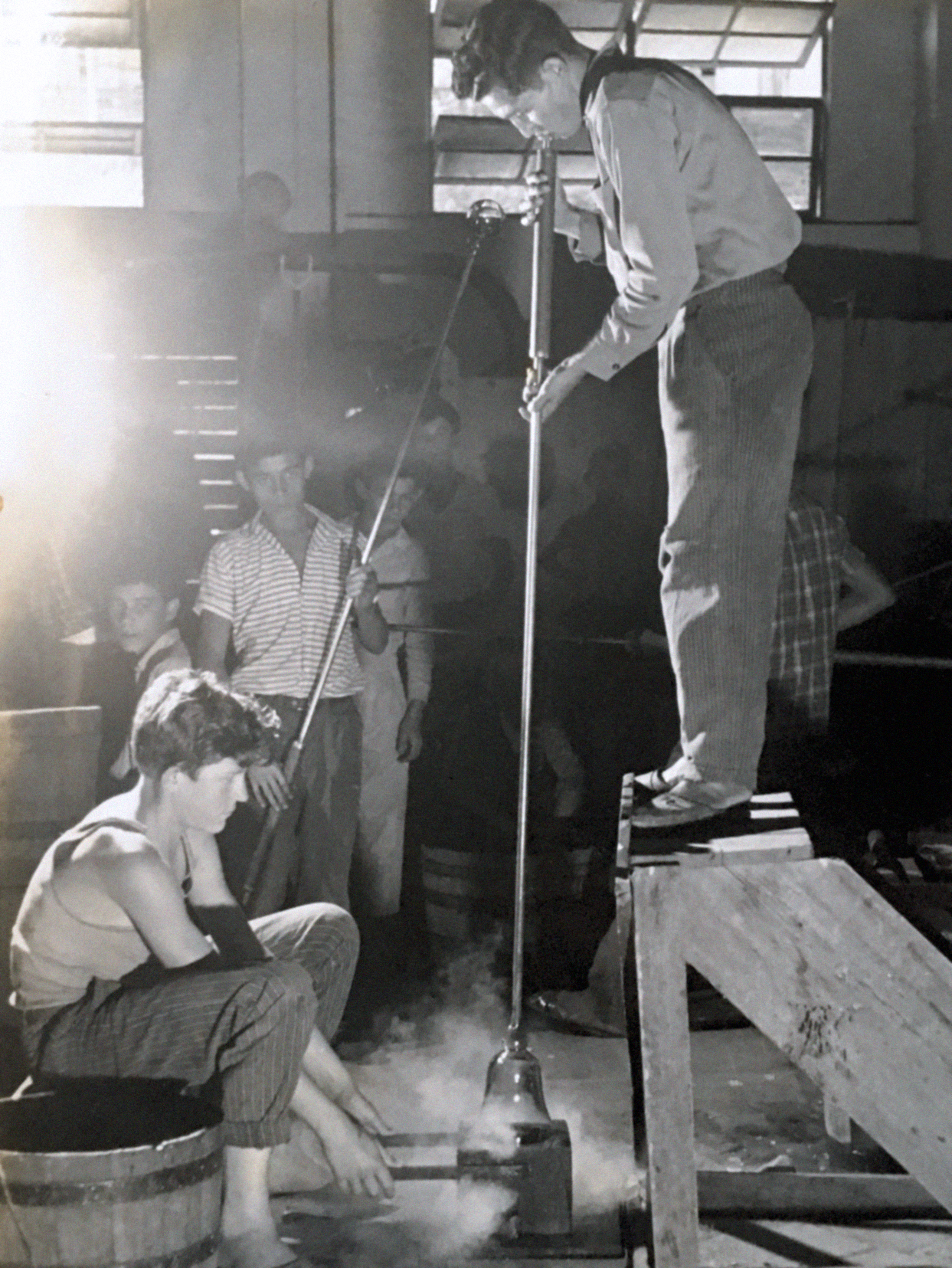
Sopro do Cristal em Blumenau

O Museu se propõe não apenas contar histórias, mas explicar toda a técnica envolvida na produção, desde a concepção das peças até a evolução do ofício.
O surgimento do vidro é uma história imprecisa.  Alguns dizem que navegadores fenícios pararam na costa de onde hoje é Israel (Foz do Rio Belus - hoje Na´aman river) e fizeram um cozido de longa cocção e quando acordaram a areia tinha virado um líquido, quando este esfriou, teria sido descoberto o vidro. 

Escritores romanos Tácito e Plínio, o velho, cita as areias do Rio Belus como local de referência da fabricação de vidro.
“Os fenícios nos contam que, quando voltaram do Egito para sua pátria, pararam nas margens do rio Belus e pousaram as mochilas, que estavam cheias de natrão (carbonato de sódio natural, que usavam para tingir a lã). Acenderam o fogo com lenha e usaram os pedaços mais grossos de natrão para sustentar as panelas onde deveriam assar os animais caçados. Eles comeram e deitaram, adormeceram e deixaram o fogo aceso. Quando acordaram, em vez das pedras de natrão, encontraram blocos brilhantes e transparentes que pareciam enormes joias. Um deles, o sábio Zelu, chefe da caravana, percebeu que sob os blocos de natrão a areia também havia desaparecido. O fogo foi reacendido e, à tarde, um rastro de um líquido vermelho e fumegante gotejou das cinzas. Antes que a areia brilhante se solidificasse, Zelu plastificou, com uma faca, aquele líquido e com ele formou uma bolha tão maravilhosa que arrancou gritos de espanto dos mercadores fenícios. O vidro estava descoberto.
Esta é uma das versões um tanto lendárias. Mas as notícias mais confiáveis indicam que o vidro surgiu há pelo menos 4.000 anos antes de Cristo. Acredita-se, no entanto, que os egípcios começaram a soprar vidros em 1.400 aC, dedicando-se sobretudo à produção de pequenos objetos artísticos e decorativos, muitas vezes confundidos com belas joias. Sua decomposição é de 4000 anos. Cada 1000 kg de vidro traz 1300 kg de areia.”  (A origem do vidro – Tropic Encyclopedia)
O que é certo é que os primeiros vestígios de vidro são originários do Egito onde foram encontrados em diversas tumbas e cujas peças estão espalhadas pelos diversos museus do mundo.
Posteriormente os romanos invadiram o Egito e entraram em contato com a técnica e expandiram este conhecimento a todo império romano.
A Europa central fazia parte deste império e lá durante a peste negra eles começaram a fazer experimentos com o vidro, e viram que minerais poderiam colori-lo, bem como o óxido de chumbo poderia deixá-lo transparente. Isso foi muito importante à época pois permitiu às pessoas enxergarem o conteúdo da bebida que consumiam. Assim, este conhecimento se propagou regionalmente. 
George Ravenscroft foi o primeiro industrial a produzir o cristal artesanal no mundo. Ele em uma viagem a Roma, passou por Veneza e lá descobriu que o óxido de chumbo tinha propriedades para limpar o vidro. Assim, aproveitando-se de o mineral ser disponível em seu país, iniciou a primeira fábrica do gênero no mundo.
O produto ganhou destaque quando em 1586 o Rei Louis XV da França criou no grande leste francês a Saint Louis Cristallerie, fábrica que hoje pertence ao grupo Hermès e é a mais antiga do setor em atividade. De lá até hoje surgiram várias fábricas de cristal relevantes no mundo, tais como a Baccarat, Waterford, Atlantis, Cumbria, Ajka, Rogaska, Preciosa, Moser, William Yeoward, Val Saint Lambert, Cristais Hering, dentre outras.
O Museu do Cristal tem painéis contam estas histórias do vidro e do Cristal no Mundo. 

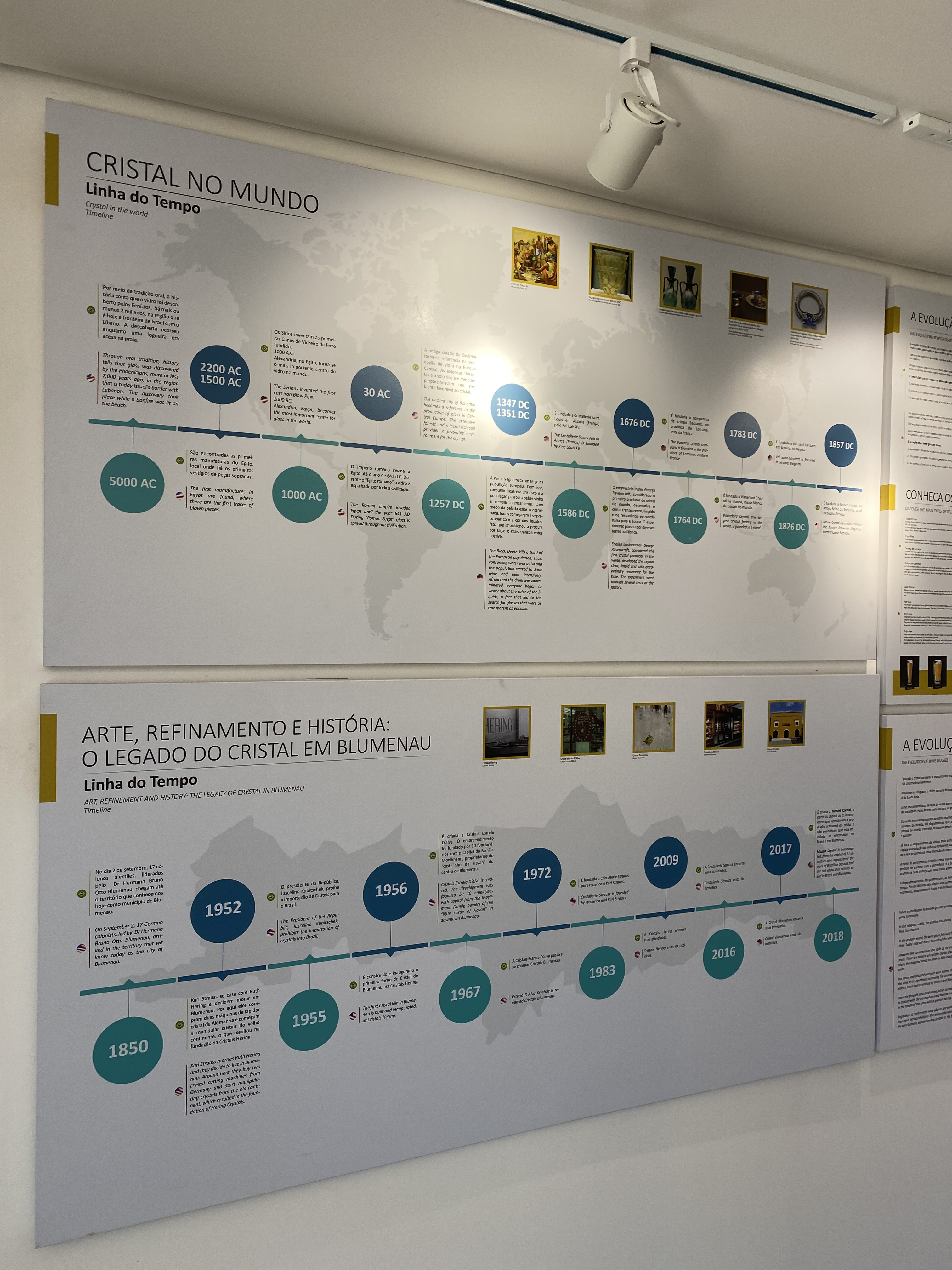
Painéis que constam a história do vidro e do cristal, no mundo e em Blumenau.

Museu conta ainda com 4 maquetes criadas a partir da reprodução de maquetes que existem na ala de cristais do Deutsches Museum de Munique (Alemanha) e que mostram como era a fundição do vidro no Egito e na Roma Antiga; na Idade Média e na Revolução Industrial com a energia elétrica.
Definição de Cristal
Cristal é uma matéria que é feito a partir da mistura de areia, litargírio (óxido de chumbo), barrilha, bórax e carbonato de potássio (dentre outros elementos químicos). Esta mistura é levada ao forno por 12 horas a 1480oC chegando então a um ponto de fusão, sendo originado o cristal. Na mistura é utilizado cacos de cristal gerados pela própria fábrica para que a matéria ganhe uma viscosidade que seja mais fácil para o sopro. 
O processo de conformação da peça é pelo sopro, pois o peso da matéria faz ser impossível a utilização de processos maquinados ou bicos injetores, pois eles estourariam pela pressão e calor. Assim, necessariamente, se estamos falando de cristal, se pressupõe que todo o processo é artesanal.
Processo de Fabricação do Cristal
O painel da entrada é dedicado aos instrumentos que são utilizados para a feitura de uma peça de cristal, desde o desenho técnico da peça, chaplona (usada para fazer o molde), molde, peça soprada e utensílios utilizados para fazer o sopro.

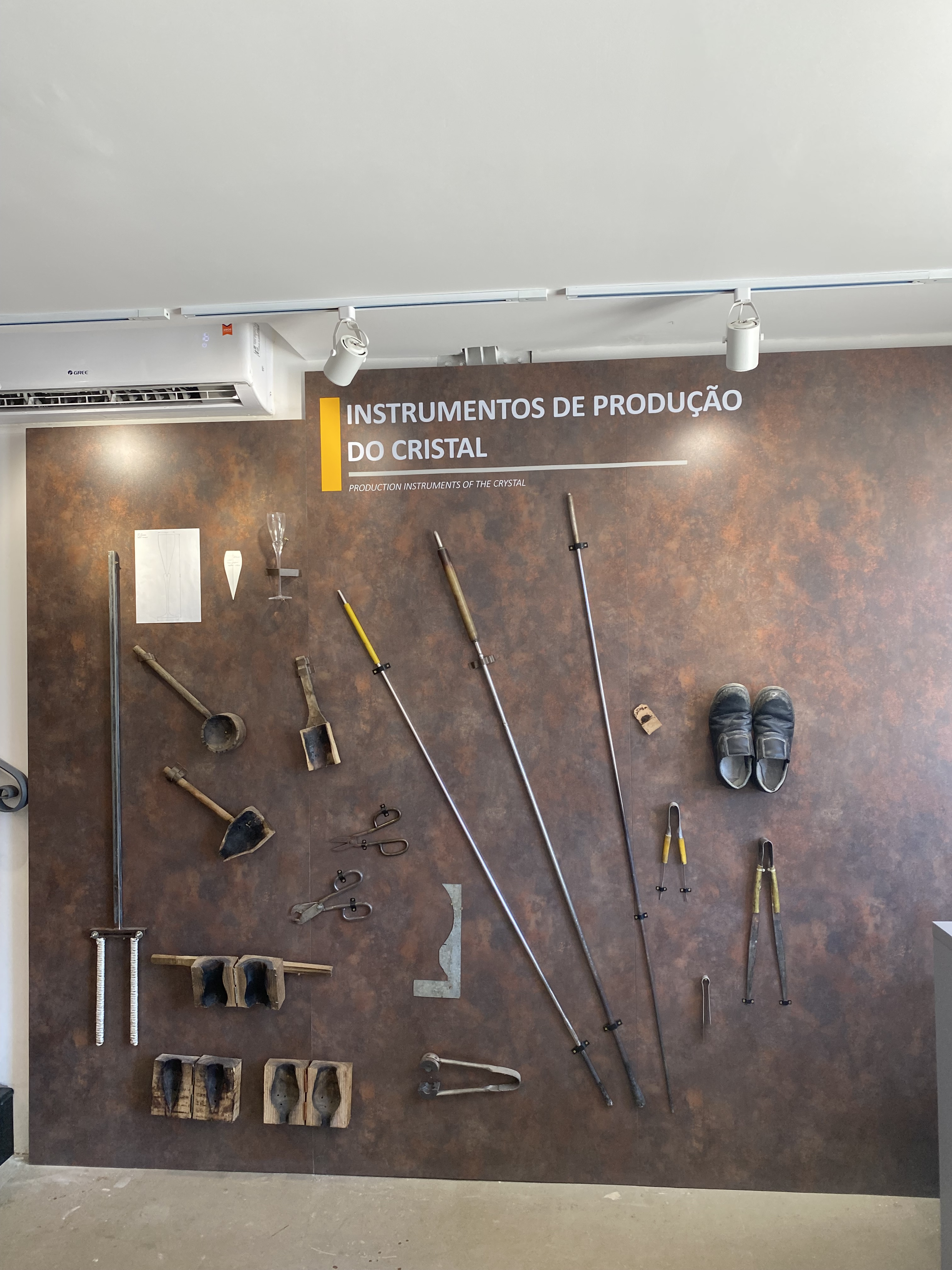
Utensílios para Fabricação do Cristal Artesanal no Museu do Cristal em Blumenau

O museu tem gráficos que permitem ao visitante vislumbrar a evolução da técnica de manufatura do vidro e do cristal, painéis que conta a evolução do tamanho da taça de vinho, conforme estudos da universidade de Cambridge, e a evolução dos copos de cerveja, bem como conhecer a Caneca Oficial da Oktoberfest Blumenau.
Por fim, o visitante pode entender a diferença do Cristal para o Cristalite e para o vidro e perceber as diferentes composições químicas que cada um dos materiais tem. Ao contrário do que muitos pensam, o cristal é cristal não pela grossura do copo e de suas peças, mas pelo material que é utilizado para fazer o objeto. Assim, o visitante poderá ver a diferenciação de matérias primas que são utilizadas para fazer os 3 tipos de materiais mais comuns encontrados em lojas.
Na União Europeia, o rótulo cristal é regulado pelo Conselho Diretivo 69/493/EEC, que define que apenas produtos que possuam 24% de óxido de Chumbo (PbO) podem ser referenciados como lead crystal. Qualquer peça que tenha percentual menor que este deve ser denominado crystalline ou crystal glass.

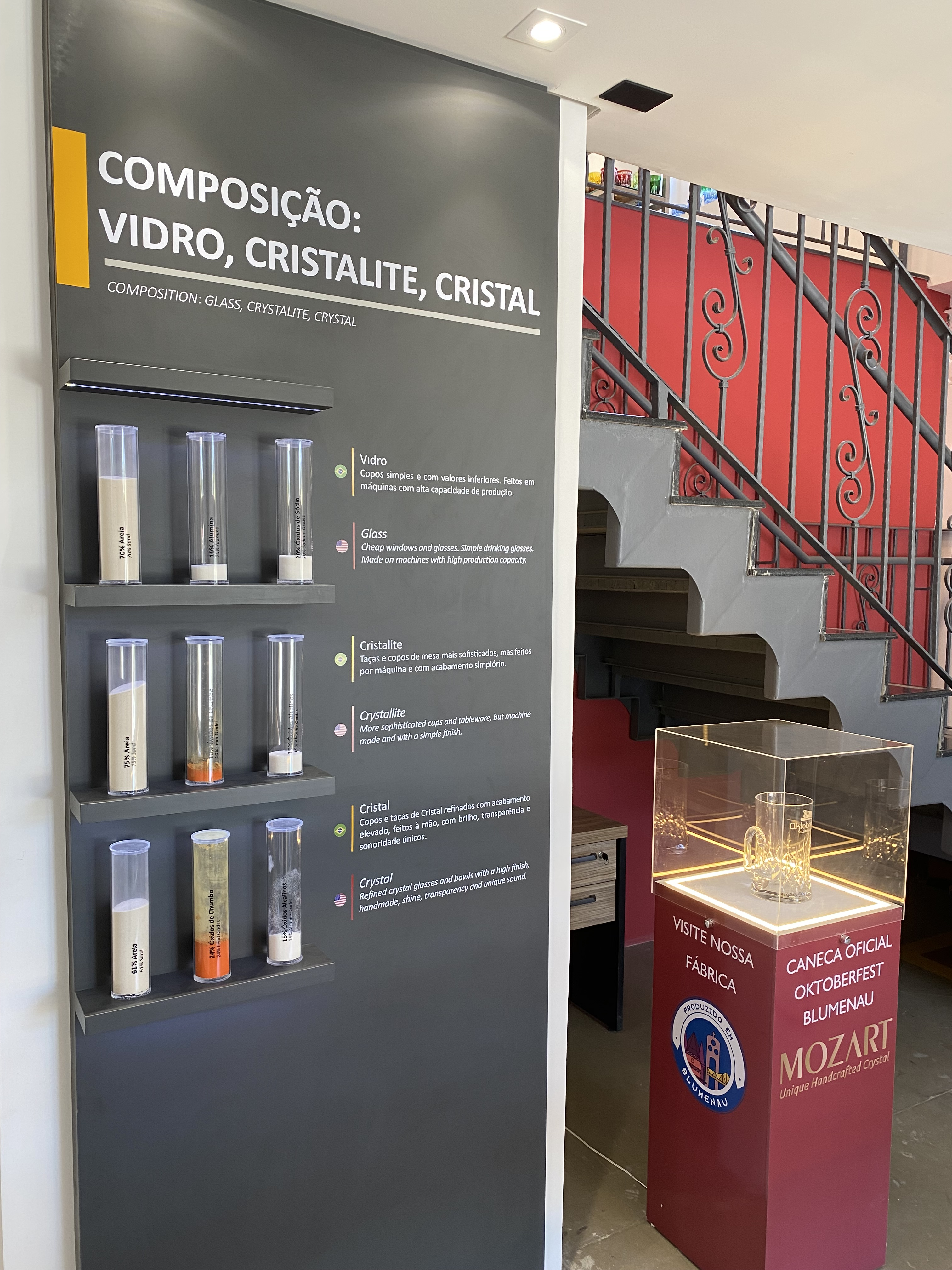
Painel que mostra a diferenciação do Vidro, Cristalite e Cristal Puro em Blumenau

A fábrica Mozart Crystal proprietária do Museu oferece visita guiada com áudio comunicadores na qual é possível ver todo o processo de fabricação do cristal, desde a mistura, sopro do cristal, lapidação, polimento e qualidade, permitindo um encantamento ao visitante que consegue visualizar todo o processo artístico e artesanal.
Acervo
O Museu possui peças de Cristal a coleção completa de peças da Mozart Crystal bem como peças históricas de diversas fábricas do mundo e de Blumenau tais como Rogaska (Eslovênia), Saint Louis (França), Baccarat (França) , Marinha Grande (Portugal), Atlantis (Portugal), Val Saint Lambert (Bélgica), Waterford (Irlanda), Cristal Blumenau (Brasil), Cristais Hering (Brasil), dentre outras.
Prêmios e curiosidades

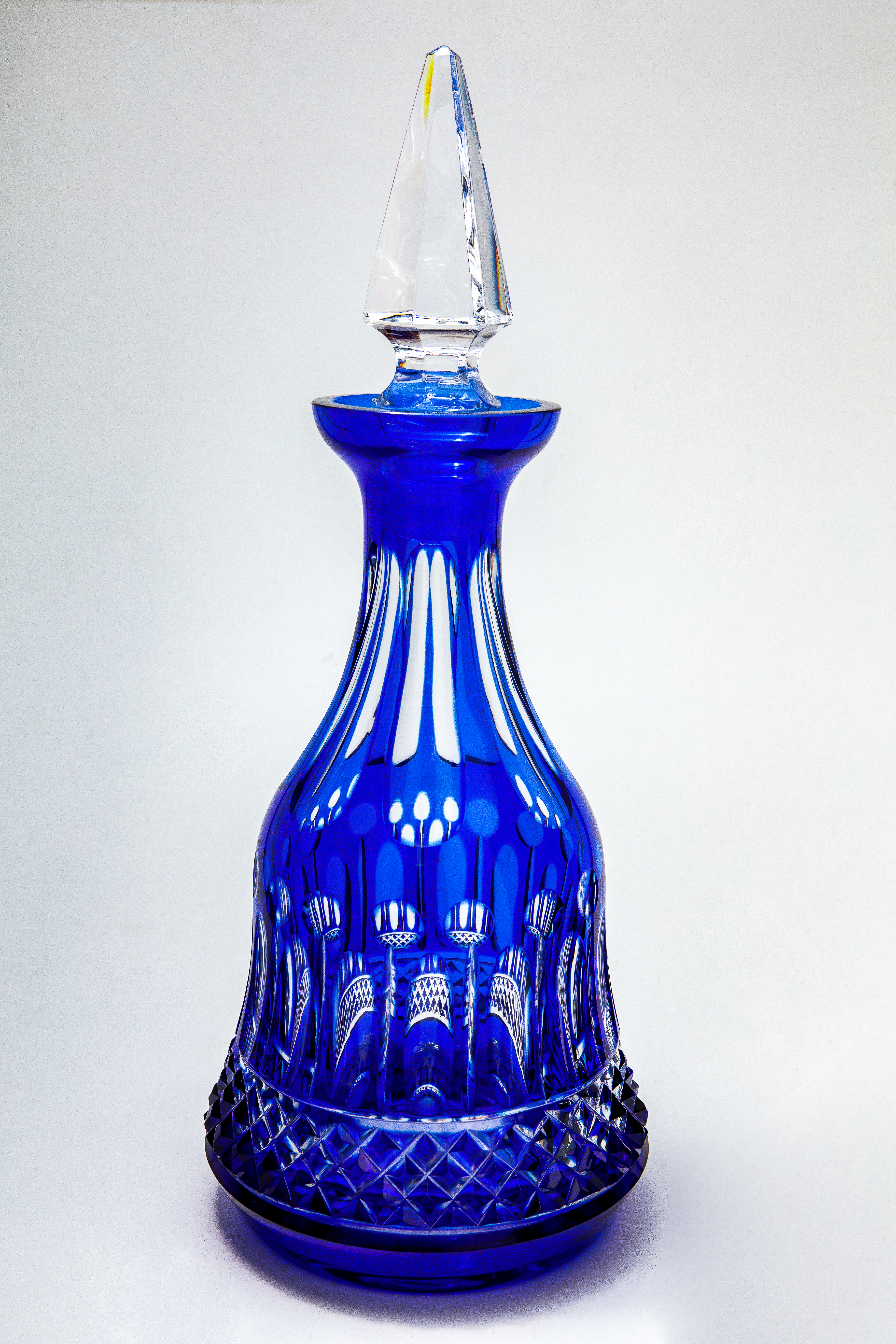
Licoreira de Cristal Mozart

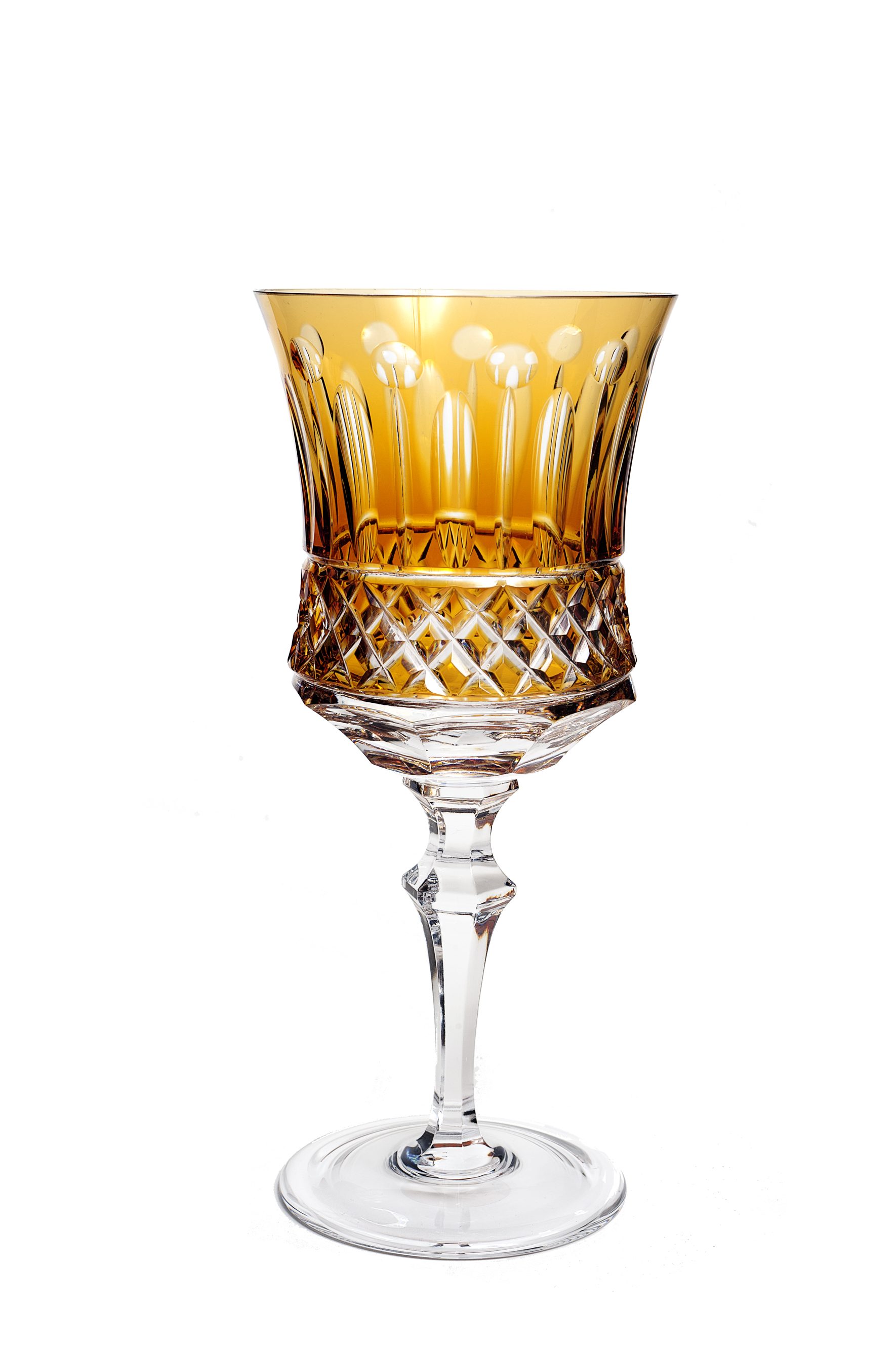
Taça de Cristal Mozart

Em junho de 2023, o Museu do Cristal de Blumenau Mozart Crystal ganhou a primeira colocação em avaliação feita pelos usuários do TripAdvisor na categoria atração turística "O que fazer em Blumenau".

Ligações externas:
- Museu do Cristal de Blumenau no Instagram
- Museu do Cristal de Blumenau no Google Maps
- Museu do Cristal de Blumenau no Tripadvisor
- Sítio Oficial

Referências:
1. ↑  Ruas, Ricardo (2 de março de 2022). «Como é o novo museu do cristal de Blumenau». Viajar é Vida!. Consultado em 9 de fevereiro de 2023
2. ↑  «Mozart Crystal». Blumenau, aqui a vida acontece!. Consultado em 20 de fevereiro de 2023
3. ↑  «Novo museu do cristal em Blumenau será inspirado em casa do compositor Mozart». NSC Total. Consultado em 9 de fevereiro de 2023
4. ↑  Wittmann, Angelina (5 de dezembro de 2021). «Angelina Wittmann - Arte-Cultura-História e Antropologia : Concerto de Natal - MOZART Unique Handcrafted Crystal - E um pouco de História...». Angelina Wittmann - Arte-Cultura-História e Antropologia. Consultado em 9 de fevereiro de 2023
5. ↑  Digital, 2op. «Tradicional fábrica de cristais de Santa Catarina tem falência decretada pela Justiça». Canal Ideal. Consultado em 9 de fevereiro de 2023
6. ↑  «Frágil cristal». www.clicrbs.com.br. Consultado em 10 de fevereiro de 2023
7. ↑  clajen (24 de junho de 2016). «Cristallerie Strauss comunicou aos funcionários que irá encerrar suas atividades». OBlumenauense | Notícias de Blumenau. Consultado em 9 de fevereiro de 2023
8. ↑  «Nova fábrica de cristais de Blumenau começa a ganhar corpo». NSC Total. Consultado em 9 de fevereiro de 2023
9. ↑  «A história do vidro: saiba como o material foi descoberto». O Globo. 16 de julho de 2017. Consultado em 11 de fevereiro de 2023
10. ↑  Vidigal, Gabriel (3 de março de 2021). «História do Vidro e do Cristal». Cristal em Casa. Consultado em 12 de fevereiro de 2023
11. ↑  «Rio Belus - Significado - Bíblia Online Anotada». bibliaanotada.com.br. Consultado em 12 de fevereiro de 2023
12. ↑  «:::[ DocPro ]:::». memoria.bn.br. Consultado em 12 de fevereiro de 2023
13. ↑  Vidigal, Gabriel (3 de março de 2021). «História do Vidro e do Cristal». Cristal em Casa. Consultado em 12 de fevereiro de 2023
14. ↑  «La magie du cristal et du verre». Notretemps.com (em francês). 19 de janeiro de 2023. Consultado em 12 de fevereiro de 2023
15. ↑  «O tamanho da taça de vinho estimula o alcoolismo?». VEJA. Consultado em 10 de fevereiro de 2023
16. ↑  Magazine, Elite (16 de outubro de 2018). «MOZART CRYSTAL MARCA PRESENÇA NA ABERTURA DA OKTOBERFEST 2018». Elite Magazine. Consultado em 9 de fevereiro de 2023
17. ↑  «Empresa de Blumenau é destaque na produção de cristais». NSC Total. Consultado em 9 de fevereiro de 2023
18. ↑  Revisão, Kamile Bernardes | (29 de junho de 2023). «Museu do Cristal de Blumenau conquista primeiro lugar em prêmio do Tripadivisor». O Município Blumenau. Consultado em 14 de agosto de 2023